# Scotospilus
Scotospilus là một chi nhện trong họ Hahniidae.